# (7871) Tunder
(7871) Tunder est un astéroïde de la ceinture principale.

## Description
(7871) Tunder est un astéroïde de la ceinture principale. Il fut découvert le 22 septembre 1990 à La Silla par Eric Walter Elst. Il présente une orbite caractérisée par un demi-grand axe de 2,34 UA, une excentricité de 0,08 et une inclinaison de 4,5° par rapport à l'écliptique.
Cet astéroïde a été nommé en hommage à l'organiste Franz Tunder (1614-1667).

## Compléments